# Nieuwvliet
Nieuwvliet (Zeeuws: Sinte Pier) is een dorp in de gemeente Sluis, in de Nederlandse provincie Zeeland. Het dorp bevindt zich in de regio Zeeuws-Vlaanderen. Het dorp heeft 405 inwoners (2023).
Het dorp bestaat in feite uit twee delen: Nieuwvliet-Dorp en Nieuwvliet-Bad.
Nieuwvliet-Dorp ligt twee kilometer van de kust vandaan. Rond 1600 ontstond hier de eerste bebouwing. Naast de Ned. Hervormde kerk is van de oorspronkelijke bebouwing niet veel meer over. In 2017 werd de dorpsschool gesloten. De meeste inwoners wonen in dit deel.
Nieuwvliet-Bad ligt direct aan de kust. Hier zijn veel campings en recreatieparken te vinden. Het brede zandstrand is de belangrijkste reden van de toeristische activiteiten in dit deel van het dorp.

## Etymologie
Nieuwvliet heeft betrekking op: Nieuw ingepolderd land aan een zeearm.
Sinte-Pier heeft betrekking op Sint-Petrus of Sint-Pieter, de patroonheilige van de kerk van Oud-Nieuwvliet.

## Geschiedenis
De voorloper van Nieuwvliet is het verdwenen dorp Sinte-Pier, tegenwoordig ook wel Oud-Nieuwvliet genaamd. Het huidige Nieuwvliet ligt 2,2 km oostelijker en werd omstreeks 1602 gesticht naast de schans St. Pieter toen de Groote Sint Annapolder werd ingedijkt. De Spanjaarden richtten hier in 1598 een schans op die de naam Sint-Pieter kreeg. In 1604 echter kwam Nieuwvliet in Staatse handen.
Nieuwvliet was vanouds een hoge heerlijkheid. De eerste heer was Jan Adornis, een Brugse koopman die in 1527 de Sint Janspolder bedijkte, een polder in het Zwarte Gat tussen het Eiland van Groede en het Eiland van Cadzand. Hij stichtte de hoge heerlijkheid, waar de oudere heerlijkheden Nieuwvliet, Sint-Pieter en Mettenije in verenigd waren. In 1529 werd deze erkend door keizer Karel V. De drie voormalige heerlijkheden werden in het wapen van Nieuwvliet voorgesteld door drie wassende manen. 

### Heren van Nieuwvliet
Jeronimus Adornis volgde Jan op in 1550. Deze werd in 1558 door Jacob Adornis opgevolgd. In 1604 kwam de heerlijkheid in Staatse handen en werd uiteindelijk gekocht door Marcellus van der Goes. Diens dochter huwde met een telg uit de familie Borssele van der Hooge, zodat de heerlijkheid in het bezit van deze familie kwam. Uiteindelijk werd het door deze familie verkocht aan Pieter de Vos die bewindhebber was van de kamer Zeeland van de Vereenigde Oostindische Compagnie. Deze herbouwde het herenhuis in 1717 en liet in 1733 de heerlijkheid na aan zijn neef, Pieter Scheyteruyt de Vos. In 1769 werd ze, na het overlijden van Pieter Scheyteruyt, verkocht aan Jacobus Mersen die baljuw van de wateren was te Middelburg. Ten slotte werd de heerlijkheid in 1790 gekocht door Johannes Faro die bierbrouwer en notaris was te Groede. In 1794 kwamen echter de Fransen en werd de heerlijkheid afgeschaft. Het herenhuis, een buitenplaats in de Mettenijepolder, werd afgebroken.

### Godsdienst
Omstreeks 1650 was het dorp Nieuwvliet verdeeld in twee gehuchten: Nieuwvliet en Sinte-Pier, elk met een tiental huizen. In Nieuwvliet woonden Nederduits hervormden en in Sinte-Pier woonden doopsgezinden. De laatsten stichtten in 1656 een vermaning. De hervormden konden niet achterblijven en ze bouwden een kerk in 1658 en deze bestaat nog steeds. Voordien gingen de hervormden in Cadzand ter kerke.
De doopsgezinde gemeente echter slonk, doordat veel lidmaten naar elders vertrokken. Vanaf 1753 kon men geen leraar (dominee) meer onderhouden en kerkte men te Aardenburg. De gemeente werd in 1777 opgeheven.
Nieuwvliet telde sinds 1733 ook lutheranen, namelijk de Salzburger emigranten. Deze kerkten te Groede.
Ten slotte dient genoemd te worden de Vrije Evangelische Gemeente, een streekgemeente waarvan de leden verspreid wonen over West-Zeeuws-Vlaanderen, welke in 2004 een nieuw kerkgebouw betrok.

### Economie
Vanouds was de landbouw een belangrijke bestaansbron. Het betrof zowel landbouw en veeteelt. Het belang van de veeteelt nam gedurende de 20e eeuw af. Er bestond een scherpe tegenstelling tussen boeren en landarbeiders. Dit leidde tot de staking van 1930-1931 die acht maanden duurde. Daarna werden bonden erkend als onderhandelingspartner.
Industrie was er niet, afgezien van een windmolen die in 1619 werd opgericht, vernield in 1663 tijdens een storm, en heropgericht in 1664. Van meer recente datum zijn de Molen van Nieuwvliet aan de Molenweg uit 1850 en de Molen Luteyn uit 1859 aan de Mettenijedijk.
Tegenwoordig is vooral het toerisme van belang. Veel dijkhuisjes zijn vakantiewoningen geworden, in de omgeving van Nieuwvliet-Dorp en Nieuwvliet-Bad zijn tal van kampeerterreinen en bungalowparken en in Nieuwvliet-Dorp is bescheiden horeca. Strand en duinen vormen de belangrijkste attractie.
De gemeente Nieuwvliet telde in het begin van de 19e eeuw ongeveer 500 inwoners, die lang niet allen in het dorp woonden. Dit getal steeg tot maximaal 830 omstreeks 1845, en nam daarna weer geleidelijk af. Op 31 december 1945 woonden er nog maar 521 mensen.
De bevolking was zo gering dat de burgemeester van Nieuwvliet vaak tegelijkertijd ook burgemeester van Groede was.

## Bezienswaardigheden
Het dorp telt maar enkele straten. De belangrijkste straat is de Dorpsstraat waaraan zich het kerkje bevindt en die op karakteristieke wijze door een molenromp wordt afgesloten.
- De Hervormde kerk uit 1658 is een bakstenen zaalkerk met een vierkante dakruiter. Het kerkje liep enige oorlogsschade op in 1944 en is in 1949 hersteld. Uit de tijd van de stichting stammen nog een witgeverfde preekstoel, een doophek en een kroonluchter.
- De Molen van Nieuwvliet uit 1850
- De Molen Luteyn, het restant van een molen uit 1859

## Natuur en landschap

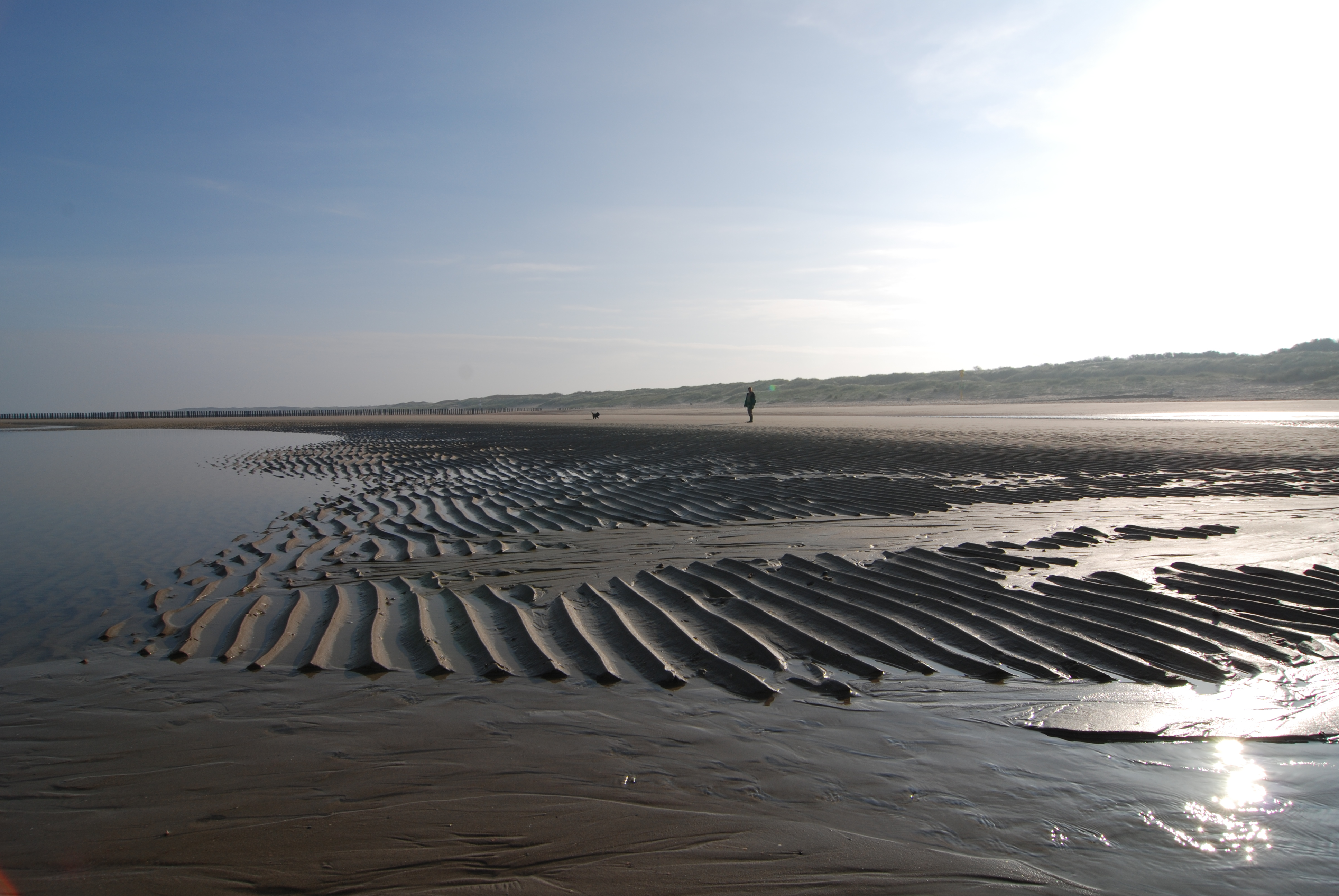
Het strand bij Nieuwvliet

In de omgeving van Nieuwvliet liggen fraaie oude polderdijken waarlangs soms knotwilgen te vinden zijn. Het belangrijkste natuurgebied is de Verdronken Zwarte Polder met schorren en duinstruwelen. In dit gebied is een wandelroute uitgezet.
Bij de storm Corrie op 31 januari 2022 ging bij Nieuwvliet een duinenrij verloren van 430 meter lang, twintig meter diep en zeven meter hoog.

## Nabijgelegen kernen
Groede, Cadzand, Zuidzande, Oostburg